# Stemmario
In araldica, lo stemmario è una raccolta di stemmi, ovvero una raccolta di immagini che riprodotte in origine sugli scudi e sui vessilli del Cavaliere medievale, hanno permesso di distinguere e riconoscere un intero gruppo di persone, sia nei suoi componenti che nelle sue proprietà.
La redazione di uno stemmario può seguire diversi criteri.

## Criteri

### Criteri di redazione

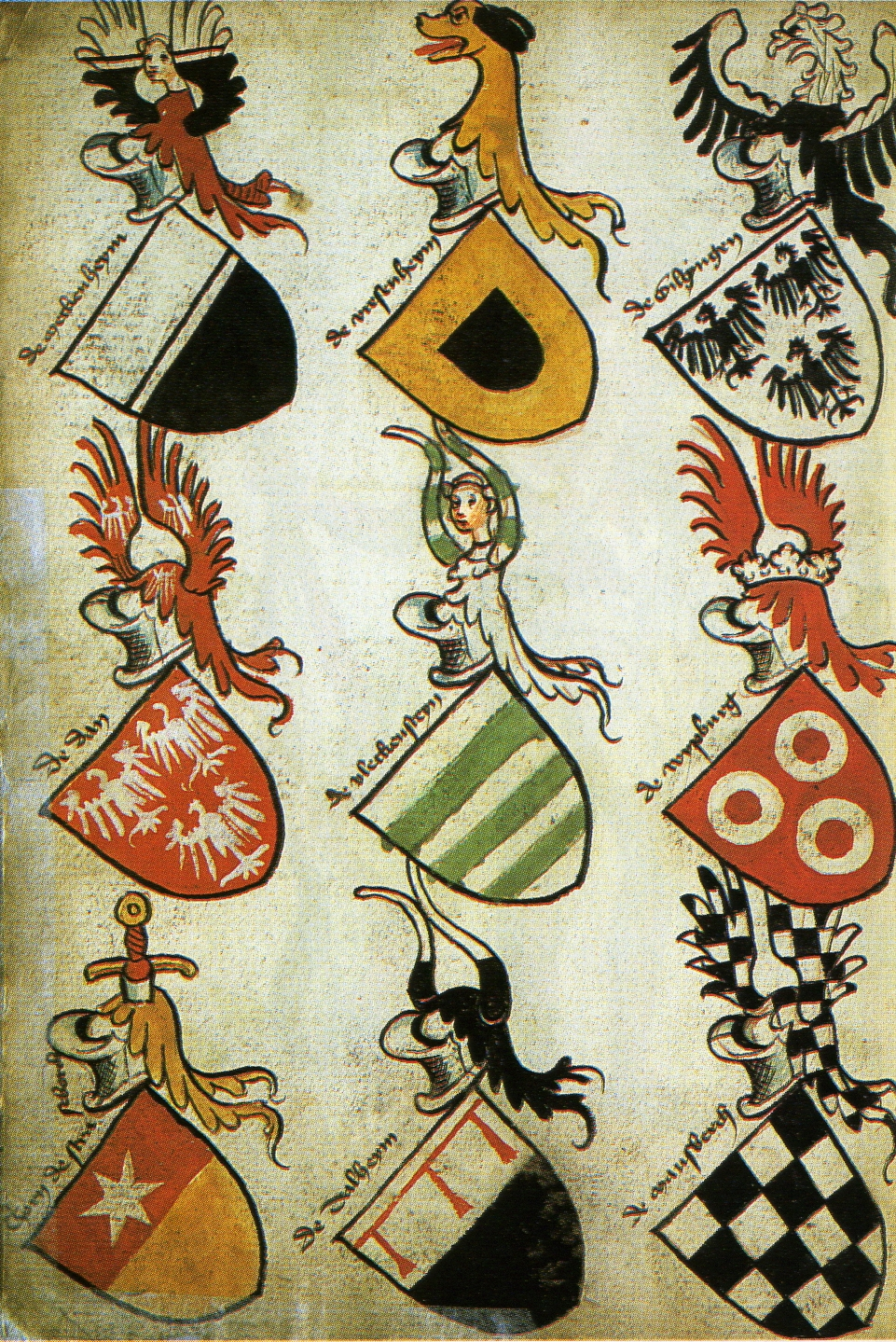
Il Hyghalmen Roll

Lo stemmario propriamente detto, raccoglie solo una serie di immagini affiancate le une alle altre, come nel caso del celebre Stemmario Cremosano, e come nell'immagine qui proposta.
In altri casi la raccolta di immagini può essere arricchita dalla descrizione dei singoli stemmi, da cenni storici e/o da cenni genealogici sul casato, o da altre informazioni, fino a trasformare l'originale stemmario in una vera e propria enciclopedia, come la celebre enciclopedia storico-nobiliare-italiana di Vittorio Spreti.
La raccolta che presenta per ogni scudo anche le sue ornamentazioni esterne è più propriamente detta armoriale, in quanto illustra l'arma completa. Qualora invece la raccolta si limiti alle sole blasonature, escludendo o limitando a poche eccezioni la presenza delle immagini, si avrà allora il blasonario, che propriamente risulta dunque essere una raccolta di blasoni. Un esempio significativo di blasonario è dato dal Dizionario Storico Blasonico di G.B. di Crollalanza.

### Criteri di selezione
Come qualunque raccolta ogni stemmario adotta poi dei criteri di selezione, con cui valuta quali stemmi accettare e quali rifiutare. Tali criteri possono essere di carattere
- geografico (gli stemmi di una data località),
- temporale (gli stemmi di un dato periodo),
- di concessione (gli stemmi concessi da una specifica autorità),
- riferiti a gruppi ben identificati (gli stemmi dei cavalieri teutonici), etc.

### Criteri stilistici
Altro aspetto caratterizzante uno stemmario è quello stilistico. La raccolta infatti può essere a colori o in bianco e nero, utilizzare una grafica moderna o rifarsi a stili e strumenti del passato, presentare lo stemma riducendolo al solo contenuto (in genere in una cornice rettangolare o ovale), o collocandolo su di uno scudo (di qualsiasi foggia), con o senza ornamentazioni esterne.

## Evoluzione storica
È molto probabile che gli stemmari nacquero inizialmente solo come interesse personale di qualche araldo o nobiluomo; ma con il tempo, e con l'affermarsi dell'uso dell'araldica, divennero strumenti di studio, unici in grado di supportare una ricerca volta ad identificare l'appartenenza di un dato stemma.

### Stemmari
Numerosi sono gli esempi di raccolte di stemmi private che oggi vengono considerati veri tesori araldici e preziosi documenti storici: la Raccolta Ceramalli Papiani, lo Stemmario Cremosano, lo Stemmario Trivulziano, lo Stemmario Archinto, lo Stemmario Bosisio.

### Enciclopedie
Proprio questa trasformazione ne guida anche l'evoluzione che porta gli originali "semplici" stemmari a trasformarsi in vere e proprie enciclopedie; per l'Italia di particolare rilevanza sono:
- l'Enciclopedia araldica italiana di Angelo G. M. Scorza,
- l'Enciclopedia storico nobiliare italiana di Vittorio Spreti,
- le diverse edizioni del Libro d'oro del Collegio Araldico Romano,
- l'Annuario della nobiltà Italiana di G. B. Crollalanza prima e delle Ed. SAGI oggi.

### Stemmari on line
Con l'avvento dell'informatica, anche gli stemmari hanno visto una nuova evoluzione, con la redazione di imponenti raccolte proposte su internet dove l'introduzione dell'informatica ne facilita anche la consultazione.
Tra questi si segnalano tre risorse per tre ambiti differenti anche se non inclusivi di tutta la raccolta italiana:
- Stemmario Italiano per l'araldica familiare
- Araldica Civica per l'araldica civica
- Araldica Vaticana per l'araldica religiosa

In particolare la prima risorsa, che è curata dal Centro Studi Araldici, ha assunto un notevole rilievo per l'innovativo sistema di ricerca che permette in maniera agevole di poter risalire al casato d'appartenenza, avendo la sola immagine dello stemma, risolvendo un problema che per secoli ha afflitto lo studio dell'araldica.